# 영성 (전한)
영성(寗成, ? ~ ?)은 전한 중기의 관료로, 남양군 양현(穰縣) 사람이다.

## 행적
경제 때 알자(謁者)를 지냈는데, 잔꾀가 많고 윗사람을 찍어 누르며 아랫사람을 잘 부렸다.
이후 제남도위에 임명되었는데, 예전의 도위들은 제남태수 질도를 두려워하여 직접 걸어서 관청까지 갔고, 아전들은 그를 마치 현령을 배알하듯이 대하였다. 그러나 영성은 전혀 두려워하지 않았고, 질도 또한 명성을 익히 알고 있었기에 그를 후대하였다.
영성은 조정의 부름을 받아 중위에 임명되었다. 영성은 질도의 통치 방식을 본받았으나, 청렴함은 그에 미치지 못하였다. 또 매우 간교하여 종실과 외척·귀족들은 모두 영성을 두려워하였다.
무제가 즉위한 후, 내사로 전임되었다. 영성이 임지로 부임하여 조정에서 사라지자 그를 두려워한 사람들은 그의 잘못을 고발하기 시작하였고, 결국 탄핵을 받아 곤겸에 처하고 하옥되었다. 당시 구경에 이른 자들은 죽을 죄를 지으면 스스로 목숨을 끊음으로써 형벌을 피하였었는데, 아예 벼슬길을 단념한 영성은 감옥을 탈출하고는 통행증을 위조하여 함곡관을 빠져나갔다.
이후 영성은 돈을 벌 생각에 외상으로 밭 천여 경(頃)을 사들여, 가난한 자들에 세를 놓아 수천여 가구를 소작농으로 부렸다. 몇 년 후 사면되었는데, 그 동안 모은 재산이 수천만 금이었다. 또 관리들의 약점과 비리를 알아내어 그들을 부렸으며, 외출할 때에는 수십 기(騎)가 따랐고 백성을 부릴 때에는 그 권위가 군수에 비견될 정도였다.
무제는 다시 영성을 불러들여 군수에 임명하려 하였는데, 어사대부 공손홍이 반대하였다. 그러나 무제는 듣지 않고 함곡관의 도위로 임명시켰고, 과연 그곳 사람들은 영성의 학정에 '영성이 노하는 것보다 젖 물린 범과 마주하는 것이 낫다'라고 말하며 매우 괴로워하였다.
이후 의종이 남양태수에 임명되어 함곡관을 지나갈 때, 영성은 직접 마중 나와 그를 맞이하였다. 그러나 의종은 상대조차 하지 않고 곧바로 그의 잘못을 들추어내 집안을 파멸시켰다.

## 출전
- 사마천, 《사기》 권122 혹리열전(酷吏列傳)
- 반고, 《한서》 권90 혹리전(酷吏傳)